# Marcus Statius Priscus
Marcus Statius Priscus (begin 2e eeuw – 163) was een Romeinse politicus, senator en militair.
Statius was misschien afkomstig uit Dalmatia, waar de namen Statius en Priscus veel voorkwamen. Hij begon rond 132 zijn cursus honorum als prefect van cohors IV Lingonum in Britannia. Al snel daarna werd hij als tribuun aan Legio III Gallica toegewezen, met welke eenheid hij deelnam aan de Joodse Oorlog van keizer Hadrianus. Vervolgens was hij als tribuun van Legio X Gemina in de Romeinse provincie Pannonia Superior werkzaam. Later was hij, eveneens in Pannonia, tribuun van Legio I Adiutrix. Er volgden commando's over een eenheid hulptroepen (prefect equitum alae I praetorias civium romanorum), het procuratorschap in de provincies Gallia Narbonensis en Aquitania, het quaestorschap, het volkstribunaat en het pretorschap.
Statius pretoriaanse loopbaan startte met de legaturen van Legio XIV Gemina in Pannonia en Legio XIII Gemina in Dacië. Kort daarna was Statius legaat van de provincie Dacia Superior (156? -158). In het jaar 159 was Statius samen met Plautius Quintillus consul ordinarius. Na zijn consulaat werd hij in het jaar 160 aangesteld tot curator alvei Tiberis et riparum  et cloacarum urbis. In dit ambt was hij verantwoordelijk voor de rivierbed van de Tiber, haar oevers en de riolering van de stad Rome. Vanaf het begin van 161 tot de zomer of de herfst van dat jaar, toen hij naar Britannia werd overgeplaatst, was Statius legaat van de provincie Moesia Inferior.
Ook in Britannia zat hij maar heel kort, waarschijnlijk al in de eerste maanden van het jaar 162 werd hij naar Cappadocië geroepen om daar de plaats in te nemen van Marcus Sedatius Severianus, die zelfmoord had gepleegd na zijn nederlaag tegen Vologases IV bij Elegeia. Als dux van keizer Lucius Verus nam Statius vervolgens deel aan de Romeins-Parthische Oorlog (161-166). Hij nam de oude Armeense hoofdstad Artaxata in. Deze stad werd geplunderd. Daarop liet hij dertig kilometer dichter bij de Romeinse grens de nieuwe hoofdstad Kainopolis bouwen, waar hij tevens een Romeins garnizoen achterliet. Statius stierf nog tijdens deze oorlog op relatief hoge leeftijd.